# Akszubajevói járás

Az Akszubajevói járás Tatárföldön

Az Akszubajevói járás (oroszul Аксубаевский район, tatárul Аксубай районы, csuvas nyelven Аксу районĕ) Oroszország egyik járása Tatárföldön. Székhelye Akszubajevo.

## Népesség
- 1989-ben 32 664 lakosa volt.
- 2002-ben 33 154 lakosa volt.
- 2010-ben 32 161 lakosa volt, melyből 14 149 csuvas, 12 398 tatár, 5 398 orosz, 43 ukrán, 22 mordvin, 20 udmurt, 16 mari, 14 baskír.